# Nidularium
Nidularium ist eine Pflanzengattung in der Unterfamilie Bromelioideae innerhalb der Familie Bromeliengewächse (Bromeliaceae). Die Gattung kommt nur in den Regenwaldgebieten des östlichen Brasiliens vor.

## Beschreibung

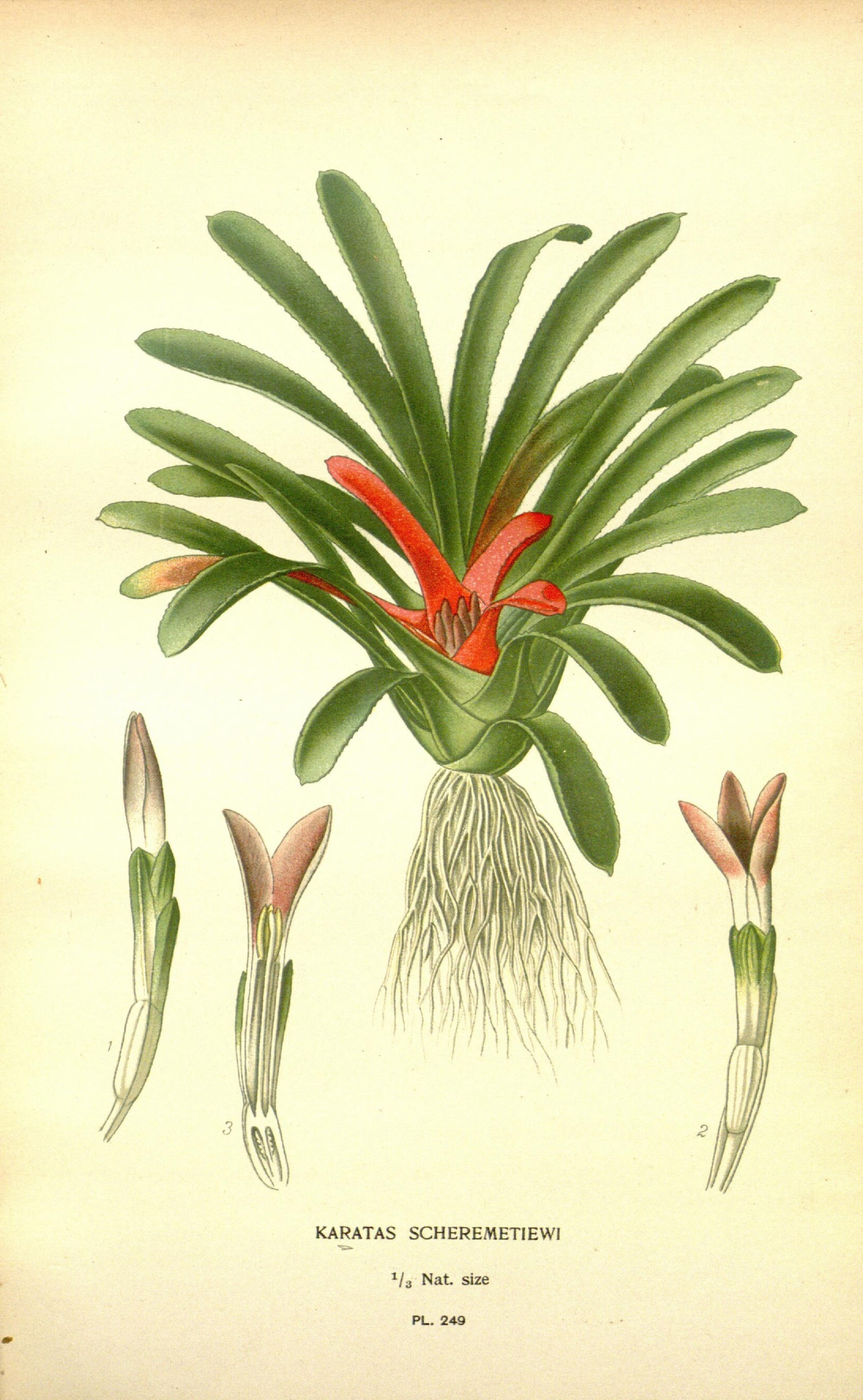
Illustration von Nidularium scheremetiewii

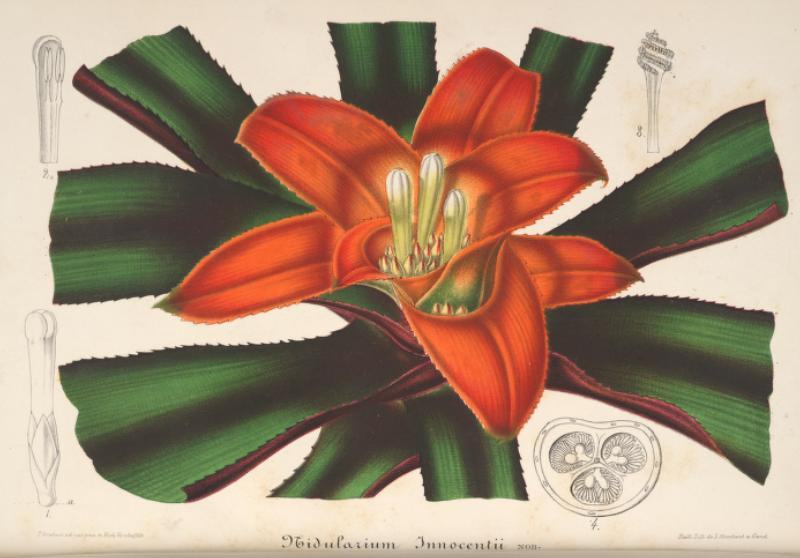
Illustration von Nidularium innocentii

Ihr Gattungsname Nidularium leitet sich von den lateinischen Wörtern nidus für „Nest“ sowie nidularius für „nestartig“ ab und nimmt Bezug auf die in der Zisternenmitte nistenden Blütenstände, sie ragen kaum über den Blatttrichter hinaus. Dabei ist etwas verwirrend, dass bei der ähnlichen und nahverwandten Gattung Neoregelia die Sprossachse viel stärker gestaucht ist und so Neoregelia-Arten alle viel stärker nistend sind. Bei einigen Nidularium-Arten sind die Sprossachsen sogar gar nicht gestaucht und der Blütenstand ragt deutlich aus dem Trichter heraus. Meist haben sie sehr dekorativ gefärbte Hochblätter.

### Vegetative Merkmale
Nidularium-Arten wachsen überwiegend epiphytisch als ausdauernde krautige Pflanzen. Derbe Blätter sitzen an einer gestauchten Sprossachse und bilden Trichter, in denen Wasser gesammelt wird. Die Laubblätter sind leicht bewehrt.

### Generative Merkmale
Die Blütenstände haben oft stark gestauchte Sprossachsen.
Die zwittrigen Blüten sind radiärsymmetrisch, dreizählig und pentazyklisch (fünf Blütenblattkreise). Die Blütenhüllblätter sind oft blau oder weiß. Der Fruchtknoten ist unterständig.
Blütenformel:
{\displaystyle \star \;K_{(3)}\;oder\;K_{3}\;[C_{(3)}\;A_{3+3}]\;G_{\overline {(3)}}}
Es werden Beeren gebildet.

## Systematik und Verbreitung
Die Gattung Nidularium wurde 1854 durch den belgischen Gärtner und Botaniker Charles Antoine Lemaire in Le Jardin fleuriste; journal général des progrès et des intérêts horticoles et botaniques, Band 4, Misc. 60, Tafel 411 aufgestellt. Typusart ist Nidularium fulgens Lem. Synonyme für Nidularium Lem. sind: Gemellaria Pinell ex Antoine, Aregelia Kuntze, Pseudonidularium Mez, Orthonidularium Mez.
Lange Zeit wurde Nidularium in zwei Untergattungen gegliedert, seit 1998 erhielt eine davon, Canistropsis (Mez) Lem., den Status einer Gattung (Beispiel: Canistropsis billbergioides, Syn.: Nidularium billbergioides).
| Es gibt etwa 47 (Stand 2021) Nidularium-Arten: |
| - Nidularium albiflorum (L.B.Sm.) Leme (Syn.: Nidularium purpureum var. albiflorum (L.B.Sm.) L.B.Sm.): Sie gedeiht im Mata Atlântica in Höhenlagen von etwa 1000 Metern nur im brasilianischen Bundesstaat São Paulo. - Nidularium alegrense Leme & L.Kollmann: Sie wurde 2010 aus dem brasilianischen Bundesstaat Espírito Santo erstbeschrieben. Sie gedeiht terrestrisch im montanen Mata Atlântica in Höhenlagen von etwa 1120 Metern. - Nidularium altimontanum Leme: Sie gedeiht in Höhenlagen von etwa 1000 Metern nur im brasilianischen Bundesstaat Rio de Janeiro. - Nidularium alvimii W.Weber: Sie kommt nur im brasilianischen Bundesstaat Espírito Santo vor. - Nidularium amazonicum (Baker) Linden & E.Morren ex Lindman (Syn.: Karatas amazonica Baker, Bromelia amazonica Linden ex E. Morren, Nidularium amazonicum Linden & E.Morren, Aechmea amazonica hort. ex André, Canistrum amazonicum (Baker) Mez, Wittrockia smithii Reitz): Sie kommt in den südlichen brasilianischen Bundesstaaten Paraná, Santa Catarina und Rio Grande do Sul vor. Sie gedeiht an den Hängen des Mata Atlântica in Höhenlagen von 0 bis 900 Metern. - Nidularium amorimii Leme: Sie wurde 2000 aus dem brasilianischen Bundesstaat Bahia erstbeschrieben. - Nidularium angraensis Pereira & Leme: Sie kommt nur im brasilianischen Bundesstaat Rio de Janeiro vor. - Nidularium angustibracteatum Leme: Sie kommt in den brasilianischen Bundesstaaten Rio de Janeiro sowie São Paulo vor. - Nidularium angustifolium Ule (Syn.: Nidularium viridium E.Pereira & Leme): Sie kommt nur im brasilianischen Bundesstaat Rio de Janeiro vor. - Nidularium antoineanum Wawra: Sie kommt in den brasilianischen Bundesstaaten Rio de Janeiro sowie São Paulo vor. - Nidularium apiculatum L.B.Sm.: Es gibt zwei Varietäten nur im brasilianischen Bundesstaat Rio de Janeiro: - Nidularium apiculatum L.B.Sm. var. apiculatum: Sie gedeiht in Höhenlagen von 700 bis 1200 Metern. - Nidularium apiculatum var. serrulatum L.B.Sm.: Sie gedeiht in Höhenlagen von 1300 bis 1400 Metern. - Nidularium atalaiaense E.Pereira & Leme: Sie kommt nur im brasilianischen Bundesstaat Rio de Janeiro vor. - Nidularium azureum (L.B.Sm.) Leme: Sie gedeiht im Mata Atlântica nur im brasilianischen Bundesstaat Minas Gerais. - Nidularium bicolor (E.Pereira) Leme: Sie kommt in den brasilianischen Bundesstaaten Minas Gerais, Espírito Santo sowie Rio de Janeiro vor. - Nidularium bocainense Leme: Sie kommt in den brasilianischen Bundesstaaten Rio de Janeiro sowie São Paulo vor. - Nidularium campo-alegrense Leme: Sie gedeiht in Höhenlagen von 700 bis 1500 Metern in den brasilianischen Bundesstaaten Santa Catarina sowie Parana. - Nidularium campos-portoi (L.B.Sm.) Wanderley & B.A.Moreira: Die zwei Varietäten kommen in den brasilianischen Bundesstaaten Rio de Janeiro sowie São Paulo vor: - Nidularium campos-portoi (L.B.Sm.) Wanderley & B.A.Moreira var. campos-portoi (Syn.: Nidularium campos-portoi (L.B.Sm.) Leme): Sie gedeiht terrestrisch in Höhenlagen von etwa 1000 Metern. - Nidularium campos-portoi var. robustum (E.Pereira & I.A.Penna) Leme: Sie gedeiht in Höhenlagen von 0 bis 300 Metern. - Nidularium cariacicaense (W.Weber) Leme: Sie wurde 2000 aus dem brasilianischen Bundesstaat Espírito Santo erstbeschrieben. Sie gedeiht in Höhenlagen von 80 bis 700 Metern. - Nidularium catarinense Leme: Sie wurde 2000 aus brasilianischen Bundesstaat Santa Catarina erstbeschrieben. Sie gedeiht in Höhenlagen von etwa 800 Metern. - Nidularium corallinum (Leme) Leme: Sie wurde 2000 aus dem brasilianischen Bundesstaat São Paulo erstbeschrieben. - Nidularium espiritosantense Leme: Sie gedeiht in Höhenlagen von etwa 800 Metern in den brasilianischen Bundesstaaten Espírito Santo sowie Bahia. - Nidularium ferdinando-coburgii Wawra (Syn.: Nidularium pedicellatum E.Pereira & Leme): Sie gedeiht in Höhenlagen von 1000 bis 1600 Metern in den brasilianischen Bundesstaaten Minas Gerais sowie Rio de Janeiro. - Nidularium ferrugineum Leme: Sie wurde 2000 aus dem brasilianischen Bundesstaat Espírito Santo erstbeschrieben. - Nidularium fradense Leme: Sie wurde 2000 aus dem brasilianischen Bundesstaat Rio de Janeiro erstbeschrieben. Sie gedeiht in Höhenlagen von etwa 1200 Metern. - Nidularium fulgens Lem. (Syn.: Nidularium pictum hort. ex Baker): Sie gedeiht in Höhenlagen von 100 bis 500 Metern nur im brasilianischen Bundesstaat Rio de Janeiro. - Nidularium innocentii Lem.: (Eine der häufigsten Arten in Sammlungen und als Zimmerpflanze geeignet. Es gibt auch einige panaschierte Sorten.) Es wurden drei Varietäten beschrieben: - Nidularium innocentii Lem. var. innocentii (Syn.: Nidularium innocentii var. paxianum (Mez) L.B.Sm., Nidularium exostigmum Tardivo): Sie ist in Brasilien verbreitet. - Nidularium innocentii var. lineatum (Mez) L.B.Sm. (Syn.: Nidularium lineatum Mez, Nidularium paxianum var. lineatum ex Mez, Nidularium striatum hort. Berlin ex Mez): Sie soll im brasilianischen Bundesstaat Santa Catarina gefunden worden sein. - Nidularium innocentii var. striatum (W.Bull) Wittmack (Syn.: Nidularium innocentii var. bauense Reitz, Nidularium innocentii var. luteo Rodigas, Nidularium makoyanum Regel, Nidularium makoyanum E.Morren ex Baker, Nidularium sanguinarium hort. ex Baker, Nidularium striatum): Sie soll im brasilianischen Bundesstaat Santa Catarina gefunden worden sein. - Nidularium itatiaiae L.B.Sm.: Sie gedeiht in Höhenlagen von 600 bis 1200 Metern nur im brasilianischen Bundesstaat Rio de Janeiro. - Nidularium jonesianum Leme: Sie gedeiht in Höhenlagen bis zu 800 Metern in den brasilianischen Bundesstaaten Santa Catarina, Rio Grande do Sul sowie São Paulo. - Nidularium kautskyanum Leme: Sie gedeiht in Höhenlagen von 900 bis 1000 Metern nur im brasilianischen Bundesstaat Espírito Santo. - Nidularium krisgreeniae Leme (Syn.: Nidularium amazonicum var. paulistanum Wand. & B.A.Moreira): Sie wurde 2000 aus dem brasilianischen Bundesstaat São Paulo erstbeschrieben. - Nidularium linehamii Leme: Sie gedeiht in Höhenlagen von etwa 1300 Metern nur im brasilianischen Bundesstaat Minas Gerais. - Nidularium longiflorum Ule (Syn.: Nidularium pauciflorum Ule, Nidularium pauciflorum var. sanguineum Ule, Nidularium wittmackianum Harms, Nidularium innocentii var. wittmackianum (Harms) L.B.Sm.): Sie gedeiht in Höhenlagen bis zu etwa 1200 Metern in den brasilianischen Bundesstaaten Espírito Santo, Rio de Janeiro sowie São Paulo. - Nidularium mangaratibense Leme: Sie gedeiht in Höhenlagen bis zu 800 Metern in den brasilianischen Bundesstaaten Santa Catarina, Rio Grande do Sul sowie São Paulo. - Nidularium marigoi Leme: Sie gedeiht in Höhenlagen 1300 bis 2700 Metern in den brasilianischen Bundesstaaten Rio de Janeiro, Minas Gerais sowie São Paulo. - Nidularium meeanum Leme, Wand. & Mollo: Sie gedeiht in Höhenlagen von über 1000 Metern nur im brasilianischen Bundesstaat Rio de Janeiro. - Nidularium minutum Mez: Sie gedeiht in Höhenlagen von 700 bis 1000 Metern nur im brasilianischen Bundesstaat São Paulo. - Nidularium organense Leme: Sie wurde 2000 aus dem brasilianischen Bundesstaat Rio de Janeiro erstbeschrieben. Sie gedeiht in Höhenlagen von etwa 900 Metern. - Nidularium picinguabense Leme: Sie gedeiht in Höhenlagen bis zu etwa 400 Metern in den brasilianischen Bundesstaaten Rio de Janeiro sowie São Paulo. - Nidularium procerum Lindm. (Syn.: Nidularium gracile Tardivo, Nidularium insularis E.Pereira & Leme, Nidularium procerum var. kermesianum (F.J.Müll. ex Mez) Reitz, Nidularium terminale Ule): Diese variable Art gedeiht in Höhenlagen bis zu 1000 Metern in Brasilien. - Nidularium purpureum Beer (Syn.: Nidularium rubrum Beer, Nidularium wettsteinii Mez): Sie gedeiht in Höhenlagen von 200 bis 800 Metern in den brasilianischen Bundesstaaten Rio de Janeiro sowie Minas Gerais. - Nidularium rolfianum Leme: Sie wurde 2009 aus dem brasilianischen Bundesstaat São Paulo erstbeschrieben. Sie wurde bisher nur als Epiphyt im Mata Atlântica in Höhenlagen von etwa 400 Metern gefunden. - Nidularium rosulatum Ule (Syn.: Nidularium fulgens sensu L.B.Sm. non Lem.): Sie kommt im brasilianischen Bundesstaat Rio de Janeiro vor. - Nidularium rubens Mez: Sie gedeiht in Höhenlagen oberhalb von 1000 Metern nur im brasilianischen Bundesstaat São Paulo. - Nidularium rutilans E.Morren (Syn.: Nidularium regelioides Ule): Sie gedeiht in Höhenlagen von 200 bis 1400 Metern nur im brasilianischen Bundesstaat Rio de Janeiro. - Nidularium scheremetiewii Regel (Syn.: Nidularium corcovadense Ule, Nidularium neglectum hort. ex Baker, Nidularium neglectum (Baker) Lindm.): Sie gedeiht in Höhenlagen von bis zu 1600 Metern nur im brasilianischen Bundesstaat Rio de Janeiro. - Nidularium serratum Leme (Syn.: Nidularium purpureum var. coeruleum Pereira & Moutinho): Sie gedeiht in Höhenlagen von 200 bis 1700 Metern nur im brasilianischen Bundesstaat Espírito Santo. - Nidularium utriculosum Ule: Sie kommt nur im brasilianischen Bundesstaat Rio de Janeiro vor. - Nidularium viridipetalum Leme: Sie wurde 2000 aus dem brasilianischen Bundesstaat Rio de Janeiro erstbeschrieben. Sie gedeiht in Höhenlagen von 100 bis 400 Metern. |

Nicht mehr zur Gattung Nidularium gehört:
- Nidularium lymanioides E.Pereiro & Leme → Canistropsis albiflora (L.B.Sm.) H.Luther & Leme[2]

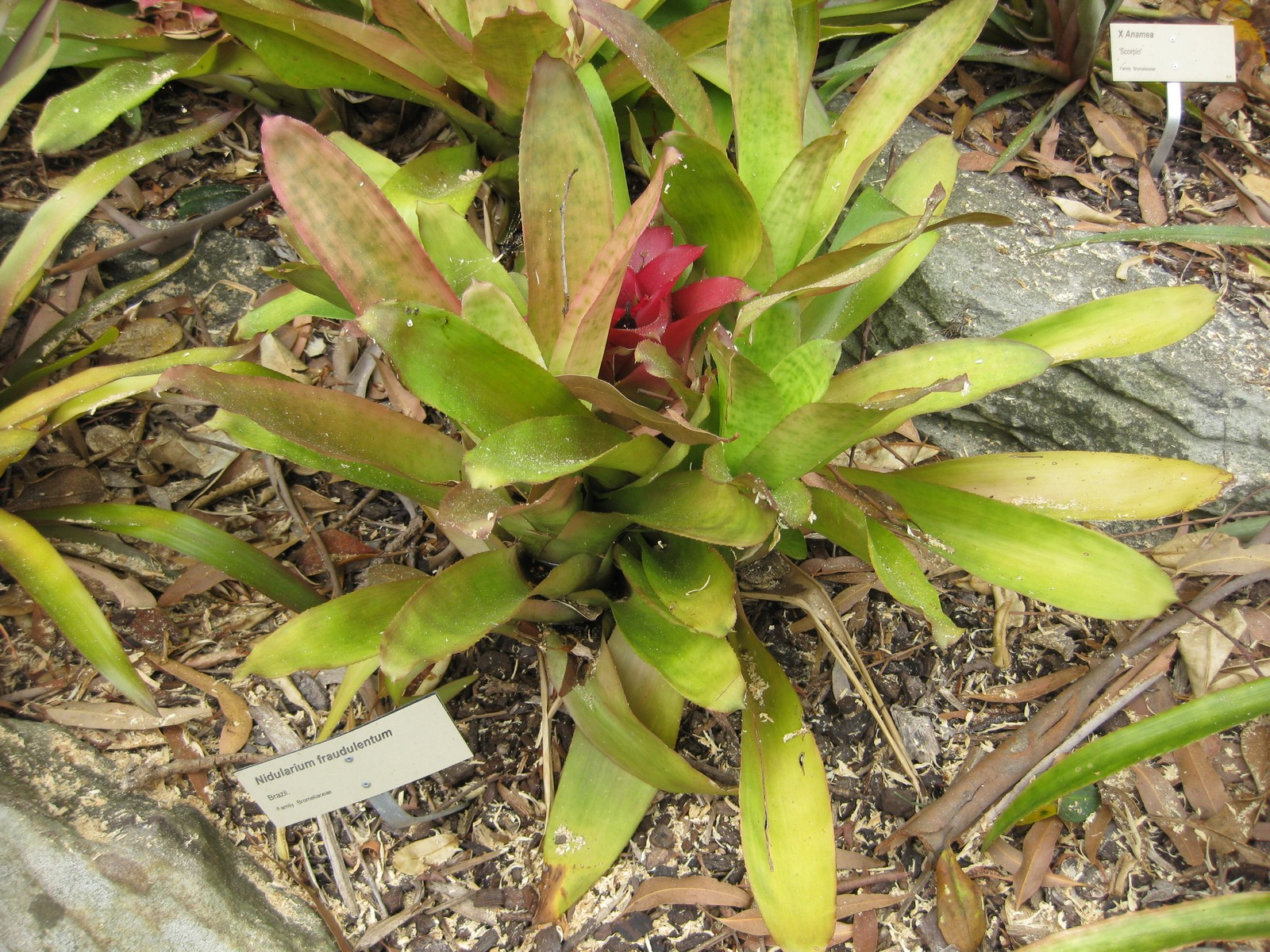
Habitus, Laubblätter und Blütenstand von ×Niduregelia fraudulenta

Es gibt auch die im östlichen Brasilien im Mata Atlântica in der Natur entstandenen Gattungshybriden aus ×Niduregelia Leme (2000 veröffentlicht):
- ×Niduregelia edmundoi (Leme) Leme (Syn.: Nidularium edmundoi Leme)
- ×Niduregelia fraudulenta (Leme) Leme (Syn.: Nidularium fraudulentum Leme)
- ×Niduregelia lymansmithii (Leme) Leme (Syn.: Nidularium lymansmithii Leme)

Es wurden auch einige Hybriden zwischen Arten der Gattungen Nidularium und Neoregelia in Kultur erzeugt, beispielsweise:
- ×Niduregelia 'Heart Afire'
- ×Niduregelia 'Oracle'
- ×Niduregelia 'Queen Malinche'
- ×Niduregelia 'Something Special'
- ×Niduregelia 'Souvenir De Casimir Morobe'

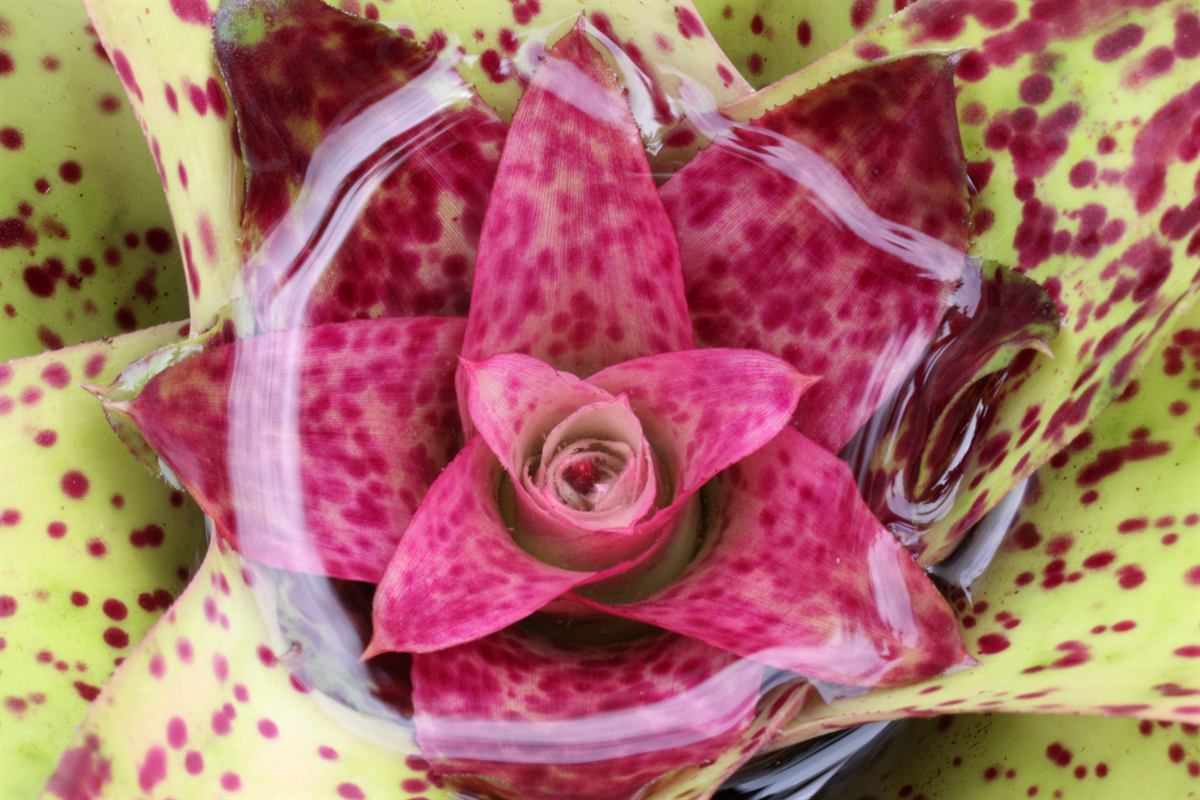
Knospiger Blütenstand der Sorte Nidularium 'Leprosa'

- ×Niduregelia 'Sunset'
- ×Niduregelia 'Surprise'
- ×Niduregelia 'Vision Splendid'

## Nutzung
Einige Arten und Sorten (es gibt auch Sorten mit panaschierten Blättern) werden  in Spezialgärtnereien angebaut und so findet man sie ab und zu in Gartencentern und Blumengeschäften. Sie eignen sich sehr gut als Zimmerpflanzen, da sie sehr einfach zu pflegen sind.